# Changarais

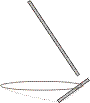
Changarais: palos y hoyo

Changarais, o también muy popularmente conocido como changais, changalais y changalalai (al parecer en algunas regiones al sur de México a este juego se le conoce como «bolillo»), es un juego de competencia de origen filipino popular en México, jugado con dos palos de madera y un hoyo en el suelo.
Los palos son uno corto que no sobrepase lo largo de la palma de la mano (10-15 cm) y otro largo que no sobrepase la longitud de la punta del dedo índice hasta el codo (30-40 cm), y un hoyo elíptico (10 × 50 cm y 6 cm de profundidad) en el suelo, o también se puede utilizar 2 ladrillos o piedras en su lugar (por si no se puede escarbar el hoyo).
Es jugado por 2 equipos de 5 integrantes máximo. Cada equipo tiene su turno para los lanzamientos.

## Objetivo
Lograr más puntos que el equipo contrario, y por supuesto divertirse con la familia y amigos.

## Lanzamientos

### Cucharazo (también conocido como «la pala»)
Es el más sencillo. Se coloca el palo corto atravesado sobre el hoyo y con el largo se impulsa hacia adelante, lo más lejos que se pueda.
Para eliminar al jugador que estaba lanzando, había 2 opciones:
1. Capturar el palo corto al vuelo (en el aire).
2. Si no fue capturado, el que hizo el tiro debía de poner el palo largo cruzado en el hoyo y el oponente debía lanzar el palo corto para tirar el palo largo de la base o alejare o tenía una parte dentro del hoyo, se consideraba fallo.

### Batazo
Se sostiene el palo corto de un extremo, dejando que cuelgue y con el palo largo se le pega para que salga disparado. Similar a un batazo de béisbol.
Para eliminar al jugador que estaba lanzando, el que realizó el tiro, debía colocar el palo largo en forma vertical dentro del hoyo o base, el oponente debía lanzar el palo corto y pegarle al palo largo.

### La espada
Se toma el palo largo y con la misma mano, sosteniéndolo solo con el pulgar, se coloca el palo corto encima en forma perpendicular (formando una cruz o espada), la idea es lanzar al aire el palo corto (todo con la misma mano) y pegarle en el aire, similar al Palazo o Batazo.
En algunas áreas de México este tiro no se realiza por su similitud con el batazo, se le considera una forma embellecida de hacer un batazo.

### Changarais o palomita (también conocido como «cañón»)
Es el lanzamiento más difícil.
Se coloca el palo corto inclinado en el hoyo, descansando en el borde o se puede usar una pequeña base (como una corcholata, por ejemplo) inclinando el palo corto como un columpio de parque. Con el palo largo se golpea el extremo del palo corto que sobresale del hoyo (o la parte levantada en la base en el que se colocó), con lo cual sale disparado hacia arriba, en donde se debe volver a golpear con el palo largo, para que salga disparado.
Para eliminar al jugador que estaba lanzando, el oponente debía de lanzar el palo corto y ponerlo dentro del hoyo o base. Si acertaba, el equipo que lanzaba perdía su turno en automático para todos los jugadores y se realizaba cambio de turno para lanzar.

## Desarrollo
Cada equipo tiene su turno para hacer los lanzamientos, que son hechos por turnos por cada jugador, en el mismo orden siempre. Los lanzamientos se hacen en el orden: pala, palazo, espada y changarais. Si tras el lanzamiento el palo corto es cachado por el equipo contrario, este obtiene el turno para lanzar.
Del lugar donde cae el palo corto, el jugador más cercano debe lanzarlo de regreso, excepto en el changarais, tratando de pegarle al palo largo que se colocará a través en el hoyo en la pala o parado en el palazo. Si lo logra pierde su turno el lanzador y se cuenta hasta sacar a 3 lanzadores, con lo cual pierde de turno de lanzamiento el equipo. Si no, se mide la distancia desde el hoyo hasta el lugar donde haya caído el palo corto, usando para ello el palo largo lo cual se toma como puntos para el equipo que está lanzando. En el changarais si tras el lanzamiento no lo cachan, entonces se mide directamente y se contabilizan los puntos.
Una variante para contabilizar y para evitar medir es negociar los puntos con el equipo contrario.
Cada jugador puede fallar 3 intentos de lanzamiento, tras lo cual pierde su turno de lanzamiento.
El changarais se puede cachar, aunque se debe hacer con mucho cuidado pues se han reportado golpes en diferentes partes del cuerpo (ojos, boca, ingle, dedos).
Como límite puede establecerse un número de entradas o tiempo de juego, tras el cual el equipo con más puntos gana.